# Džebelija
Džebelija (tur. cebeli, od cebe: bojni oklop), oklopljeni konjanik kojega je spahija Osmanskog carstva morao opremiti i o vlastitom trošku povesti u rat. Troškovi opremanja svakog konjanika ovisili su o veličini timara.
Novačeni su od robova koje je sam spahija zarobio ili kupio, a bili su opremljeni konjem, sabljom, kopljem, lukom i strelicama, kacigom te šitom.
Krajem 14. stoljeća spahije su morale opremiti po jednog džebeliju na svakih 3000 akča prihoda preko predviđenog minimuma od 6000 akča. Zaimi su bili obvezni izdvajati 5000 akča prihoda preko predviđenog minimuma koji je za njih iznosio 20000 akča. Najveći su trošak pak imali, sandžakbegovi i beglerbegovi, za koje je postojala obveza izdvajanja 5000 akča od svakog feudalnog prihoda.
Mnoge su spahije zbog velikih prednosti koje su ostvarivale s džebelijama tijekom ratnih sukoba opremali i više konjanika nego što je bilo predviđeno. Smrću spahije džebelije su mogle naslijediti diio posjeda, time postajući spahije.